# 皮普山崖
65°43′S 63°1′W / 65.717°S 63.017°W

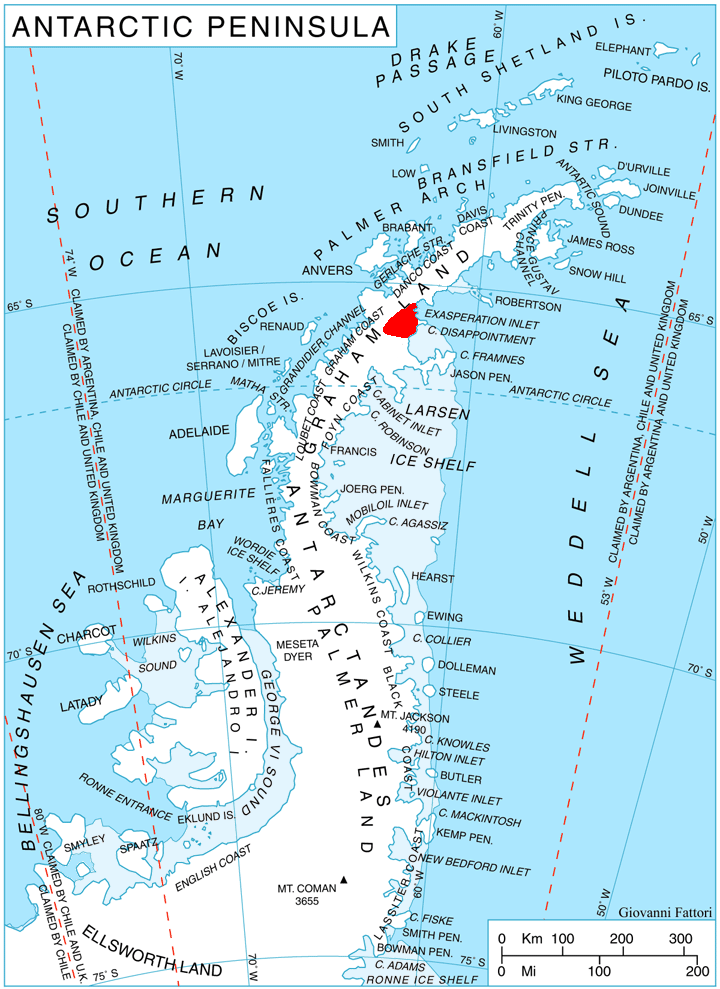

皮普山崖（英語：Pip Cliffs）是南極洲的山崖，位於葛拉漢地的奧斯卡二世海岸，處於費達拉山以西10公里，屬於亞里斯多德山脈的一部分，海拔高度約1,250米。